# Zlatý míč – nejlepší tým
Zlatý míč – nejlepší tým byla anketa vyhlášená francouzským magazínem France Football, který nahradil známější anketu Zlatý míč v roce 2020 kvůli pandemii covidu-19. Sestavu sestavovalo 140 světových novinářů. Hráči byli vybráni z roku 1956 až do roku 2020, od roku, co byla anketa Zlatý míč udělena poprvé. Vyhlášení vítězů jednotlivých pozic proběhlo 14. prosince 2020.

## Žebříček kandidátů

### Brankáři
| Pozice           | Body | Nár.          | Hráč              | Kariéra      | Klub (nejvíce utkání)      | Nejlepší umístění v anketě |
| ---------------- | ---- | ------------- | ----------------- | ------------ | -------------------------- | -------------------------- |
| Zlatá medaile    | 488  | Sovětský svaz | Lev Jašin         | 1950–1970    | FK Dynamo Moskva (326)     | Vítěz v 1963               |
| Stříbrná medaile | 406  | Itálie        | Gianluigi Buffon  | 1995–2023    | Juventus FC (675*)         | 2. místo v 2006            |
| Bronzová medaile | 302  | Německo       | Manuel Neuer      | 2005–aktivní | FC Bayern Mnichov (405*)   | 3. místo v 2014            |
| 4                | 270  | Španělsko     | Iker Casillas     | 1999–2019    | Real Madrid (725)          | 4. místo v 2008            |
| 5                | 228  | Itálie        | Dino Zoff         | 1961–1983    | Juventus FC (479)          | 2. místo v 1973            |
| 6                | 173  | Dánsko        | Peter Schmeichel  | 1981–2003    | Manchester United FC (398) | 5. místo v 1992            |
| 7                | 132  | Německo       | Sepp Maier        | 1962–1979    | FC Bayern Mnichov (651)    | 5. místo v 1975            |
| 8                | 130  | Anglie        | Gordon Banks      | 1955–1978    | Leicester City FC (356)    | 7. místo v 1972            |
| 9                | 57   | Kamerun       | Thomas N’Kono     | 1974–1997    | RCD Espanyol (234)         | neklasifikován             |
| 10               | 38   | Nizozemsko    | Edwin van der Sar | 1991–2011    | AFC Ajax (312)             | 24. místo v 2008           |

### Praví obránci
| Pozice           | Body | Nár.       | Hráč                  | Kariéra   | Klub (nejvíce utkání)                   | Nejlepší umístění v anketě |
| ---------------- | ---- | ---------- | --------------------- | --------- | --------------------------------------- | -------------------------- |
| Zlatá medaile    | 620  | Brazílie   | Cafu                  | 1989–2008 | São Paulo FC (255)                      | 15. místo v 2002           |
| Stříbrná medaile | 439  | Brazílie   | Carlos Alberto Torres | 1963–1981 | Santos FC (445)                         | neklasifikován             |
| Bronzová medaile | 332  | Německo    | Philipp Lahm          | 2002–2017 | FC Bayern Mnichov (517)                 | 6. místo v 2014            |
| 4                | 275  | Francie    | Lilian Thuram         | 1991–2008 | Parma Calcio 1913 (228)                 | 7. místo v 1998            |
| 5                | 154  | Brazílie   | Djalma Santos         | 1948–1970 | SE Palmeiras (498)                      | neklasifikován             |
| 6                | 133  | Německo    | Berti Vogts           | 1965–1979 | Borussia VfL 1900 Mönchengladbach (528) | 4. místo v 1975            |
| 7                | 102  | Itálie     | Giuseppe Bergomi      | 1980–1999 | FC Inter Milán (757)                    | neklasifikován             |
| 8                | 97   | Itálie     | Claudio Gentile       | 1972–1988 | Juventus FC (417)                       | neklasifikován             |
| 9                | 49   | Německo    | Manfred Kaltz         | 1971–1990 | Hamburger SV (724)                      | 4. místo v 1979            |
| 10               | 23   | Nizozemsko | Wim Suurbier          | 1964–1982 | AFC Ajax (279)                          | neklasifikován             |

### Střední obránci
| Pozice           | Body | Nár.       | Hráč              | Kariéra      | Klub (nejvíce utkání)         | Nejlepší umístění v anketě |
| ---------------- | ---- | ---------- | ----------------- | ------------ | ----------------------------- | -------------------------- |
| Zlatá medaile    | 748  | Německo    | Franz Beckenbauer | 1964–1983    | FC Bayern Mnichov (575)       | Vítěz v 1972 a 1976        |
| Stříbrná medaile | 354  | Itálie     | Franco Baresi     | 1978–1997    | AC Milán (719)                | 2. místo v 1989            |
| Bronzová medaile | 269  | Španělsko  | Sergio Ramos      | 2004–aktivní | Real Madrid (662*)            | 6. místo v 2017            |
| 4                | 200  | Itálie     | Fabio Cannavaro   | 1992–2011    | Parma Calcio 1913 (288)       | Vítěz v 2006               |
| 5                | 178  | Anglie     | Bobby Moore       | 1958–1978    | West Ham United FC (647)      | 2. místo v 1970            |
| 6                | 139  | Argentina  | Daniel Passarella | 1974–1989    | CA River Plate (291)          | neklasifikován             |
| 7                | 118  | Francie    | Marcel Desailly   | 1986–2005    | Chelsea FC (22)               | 8. místo v 1996            |
| 8                | 115  | Nizozemsko | Ronald Koeman     | 1980–1997    | FC Barcelona (264)            | 5. místo v 1988            |
| 9                | 65   | Německo    | Matthias Sammer   | 1985–1998    | BV Borussia 09 Dortmund (153) | Vítěz v 1996               |
| 10               | 48   | Itálie     | Gaetano Scirea    | 1972–1988    | Juventus FC (554)             | 12. místo v 1982           |

### Leví obránci
| Pozice           | Body | Nár.       | Hráč               | Kariéra      | Klub (nejvíce utkání)      | Nejlepší umístění v anketě |
| ---------------- | ---- | ---------- | ------------------ | ------------ | -------------------------- | -------------------------- |
| Zlatá medaile    | 603  | Itálie     | Paolo Maldini      | 1985–2009    | AC Milán (902)             | 3. místo v 1994 a 2003     |
| Stříbrná medaile | 562  | Brazílie   | Roberto Carlos     | 1991–2015    | Real Madrid (527)          | 2. místo v 2002            |
| Bronzová medaile | 241  | Německo    | Paul Breitner      | 1970–1983    | FC Bayern Mnichov (347)    | 2. místo v 1981            |
| 4                | 164  | Itálie     | Giacinto Facchetti | 1961–1978    | FC Inter Milán (639)       | 2. místo v 1965            |
| 5                | 151  | Německo    | Andreas Brehme     | 1980–1998    | 1. FC Kaiserslautern (237) | 3. místo v 1990            |
| 6                | 123  | Nizozemsko | Ruud Krol          | 1968–1986    | AFC Ajax (457)             | 3. místo v 1979            |
| 7                | 116  | Brazílie   | Marcelo            | 2005–aktivní | Real Madrid (515*)         | 16. místo v 2017           |
| 8                | 96   | Brazílie   | Leo Júnior         | 1974–1993    | CR Flamengo (417)          | neklasifikován             |
| 8                | 96   | Brazílie   | Nílton Santos      | 1948–1964    | Botafogo (724)             | neklasifikován             |
| 10               | 72   | Itálie     | Antonio Cabrini    | 1975–1991    | Juventus FC (442)          | 13. místo v 1978           |

### Defenzivní záložníci
| Pozice           | Body | Nár.       | Hráč                 | Kariéra      | Klub (nejvíce utkání)       | Nejlepší umístění v anketě   |
| ---------------- | ---- | ---------- | -------------------- | ------------ | --------------------------- | ---------------------------- |
| Zlatá medaile    | 426  | Španělsko  | Xavi                 | 1997–2019    | FC Barcelona (767)          | 3. místo v 2009, 2010 a 2011 |
| Zlatá medaile    | 401  | Německo    | Lothar Matthäus      | 1979–2000    | FC Bayern Mnichov (408)     | Vítěz v 1990                 |
| Stříbrná medaile | 298  | Itálie     | Andrea Pirlo         | 1995–2017    | AC Milán (401)              | 5. místo v 2007              |
| Stříbrná medaile | 155  | Nizozemsko | Frank Rijkaard       | 1980–1995    | AFC Ajax (336)              | 3. místo v 1988 a 1989       |
| Bronzová medaile | 125  | Nizozemsko | Johan Neeskens       | 1968–1991    | FC Barcelona (181)          | 5. místo v 1974              |
| Bronzová medaile | 118  | Brazílie   | Didi                 | 1946–1967    | Fluminense FC (150)         | neklasifikován               |
| 7                | 110  | Anglie     | Steven Gerrard       | 1998–2016    | Liverpool FC (710)          | 3. místo v 2005              |
| 8                | 99   | Brazílie   | Paulo Roberto Falcão | 1973–1986    | SC Internacional (157)      | neklasifikován               |
| 9                | 77   | Nizozemsko | Clarence Seedorf     | 1992–2014    | AC Milán (432)              | 17. místo v 1997             |
| 10               | 55   | Argentina  | Fernando Redondo     | 1985–2004    | Real Madrid (228)           | 18. místo v 2000             |
| 11               | 51   | Francie    | Jean Tigana          | 1975–1991    | FC Girondins Bordeaux (371) | 2. místo v 1984              |
| 12               | 45   | Brazílie   | Gérson               | 1959–1974    | Botafogo (243)              | neklasifikován               |
| 12               | 45   | Španělsko  | Sergio Busquets      | 2007–aktivní | FC Barcelona (593*)         | 20. místo v 2012             |
| 14               | 39   | Maďarsko   | József Bozsik        | 1943–1962    | Budapešť Honvéd FC (447)    | 6. místo v 1956              |
| 15               | 38   | Španělsko  | Xabi Alonso          | 2000–2017    | Real Madrid (236)           | 10. místo v 2010             |
| 16               | 37   | Německo    | Bernd Schuster       | 1978–1997    | FC Barcelona (238)          | 2. místo v 1980              |
| 17               | 32   | Česko      | Josef Masopust       | 1950–1970    | FK Dukla Praha (430)        | Vítěz v 1962                 |
| 18               | 27   | Itálie     | Marco Tardelli       | 1972–1988    | Juventus FC (379)           | 15. místo v 1982             |
| 19               | 25   | Španělsko  | Luis Suárez          | 1951–1973    | FC Inter Milán (333)        | Vítěz v 1960                 |
| 20               | 21   | Španělsko  | Josep Guardiola      | 1988–2006    | FC Barcelona (382)          | 24. místo v 1994             |

### Ofenzivní záložníci
| Pozice           | Body | Nár.       | Hráč                    | Kariéra      | Klub (nejvíce utkání)         | Nejlepší umístění v anketě |
| ---------------- | ---- | ---------- | ----------------------- | ------------ | ----------------------------- | -------------------------- |
| Zlatá medaile    | 655  | Brazílie   | Pelé                    | 1957–1977    | Santos FC (665)               | neklasifikován             |
| Zlatá medaile    | 602  | Argentina  | Diego Maradona          | 1976–1997    | SSC Neapol (259)              | neklasifikován             |
| Stříbrná medaile | 300  | Francie    | Zinédine Zidane         | 1989–2006    | Real Madrid (231)             | Vítěz v 1998               |
| Stříbrná medaile | 171  | Argentina  | Alfredo Di Stéfano      | 1945–1966    | Real Madrid (396)             | Vítěz v 1957 a 1959        |
| Bronzová medaile | 162  | Francie    | Michel Platini          | 1973–1987    | Juventus FC (224)             | Vítěz v 1983, 1984 a 1985  |
| Bronzová medaile | 90   | Španělsko  | Andrés Iniesta          | 2002–aktivní | FC Barcelona (674)            | 2. místo v 2010            |
| 7                | 82   | Maďarsko   | Ferenc Puskás           | 1943–1966    | Budapešť Honvéd FC (358)      | 2. místo v 1960            |
| 8                | 40   | Itálie     | Roberto Baggio          | 1983–2004    | Juventus FC (200)             | Vítěz v 1993               |
| 9                | 34   | Brazílie   | Zico                    | 1971–1994    | CR Flamengo (505)             | neklasifikován             |
| 10               | 26   | Anglie     | Bobby Charlton          | 1956–1976    | Manchester United FC (758)    | Vítěz v 1966               |
| 11               | 16   | Brazílie   | Sócrates                | 1974–1989    | SC Corinthians Paulista (269) | neklasifikován             |
| 12               | 10   | Nizozemsko | Ruud Gullit             | 1979–1998    | AC Milán (171)                | Vítěz v 1987               |
| 13               | 9    | Itálie     | Francesco Totti         | 1993–2017    | AS Řím (786)                  | 5. místo v 2001            |
| 14               | 6    | Rumunsko   | Gheorghe Hagi           | 1982–2001    | Galatasaray SK (192)          | 4. místo v 1994            |
| 14               | 6    | Francie    | Raymond Kopa            | 1949–1968    | Stade Remeš (463)             | Vítěz v 1958               |
| 14               | 6    | Maďarsko   | Ladislav Kubala         | 1945–1967    | FC Barcelona (256)            | 5. místo v 1957            |
| 17               | 3    | Itálie     | Gianni Rivera           | 1959–1979    | AC Milán (658)                | Vítěz v 1969               |
| 17               | 3    | Uruguay    | Juan Alberto Schiaffino | 1945–1962    | CA Peñarol (227)              | neklasifikován             |
| 17               | 3    | Uruguay    | Enzo Francescoli        | 1980–1997    | CA River Plate (233)          | neklasifikován             |
| 20               | 0    | Itálie     | Sandro Mazzola          | 1961–1977    | FC Inter Milán (570)          | 2. místo v 1971            |

### Praví křídelníci
| Pozice           | Body | Nár.          | Hráč             | Kariéra      | Klub (nejvíce utkání)      | Nejlepší umístění v anketě                  |
| ---------------- | ---- | ------------- | ---------------- | ------------ | -------------------------- | ------------------------------------------- |
| Zlatá medaile    | 792  | Argentina     | Lionel Messi     | 2003–aktivní | FC Barcelona (746*)        | Vítěz v 2009, 2010, 2011, 2012, 2015 a 2019 |
| Stříbrná medaile | 393  | Brazílie      | Garrincha        | 1953–1972    | Botafogo (325)             | neklasifikován                              |
| Bronzová medaile | 248  | Severní Irsko | George Best      | 1963–1984    | Manchester United FC (473) | Vítěz v 1968                                |
| 4                | 176  | Portugalsko   | Luis Figo        | 1990–2009    | FC Barcelona (249)         | Vítěz v 2000                                |
| 5                | 134  | Brazílie      | Jairzinho        | 1962–1983    | Botafogo (413)             | neklasifikován                              |
| 6                | 124  | Kamerun       | Samuel Eto'o     | 1997–2019    | FC Barcelona (199)         | 5. místo v 2009                             |
| 7                | 105  | Anglie        | David Beckham    | 1992–2013    | Manchester United FC (394) | 2. místo v 1999                             |
| 8                | 99   | Nizozemsko    | Arjen Robben     | 2000–aktivní | FC Bayern Mnichov (309)    | 4. místo v 2014                             |
| 9                | 95   | Anglie        | Stanley Matthews | 1932–1965    | Blackpool FC (428)         | Vítěz v 1956                                |
| 10               | 58   | Anglie        | Kevin Keegan     | 1968–1984    | Liverpool FC (321)         | Vítěz v 1978 a 1979                         |

### Střední útočníci
| Pozice           | Body | Nár.        | Hráč             | Kariéra   | Klub (nejvíce utkání)   | Nejlepší umístění v anketě |
| ---------------- | ---- | ----------- | ---------------- | --------- | ----------------------- | -------------------------- |
| Zlatá medaile    | 576  | Brazílie    | Ronaldo          | 1993–2011 | Real Madrid (177)       | Vítěz v 1997 a 2002        |
| Stříbrná medaile | 562  | Nizozemsko  | Johan Cruijff    | 1964–1984 | AFC Ajax (367)          | Vítěz v 1971, 1973 a 1974  |
| Bronzová medaile | 275  | Nizozemsko  | Marco van Basten | 1981–1995 | AC Milán (201)          | Vítěz v 1988, 1989 a 1992  |
| 4                | 264  | Portugalsko | Eusébio          | 1957–1978 | SL Benfica (440)        | Vítěz v 1965               |
| 5                | 216  | Německo     | Gerd Müller      | 1963–1982 | FC Bayern Mnichov (612) | Vítěz v 1970               |
| 6                | 140  | Brazílie    | Romário          | 1985–2009 | CR Vasco da Gama (350)  | neklasifikován             |
| 7                | 111  | Libérie     | George Weah      | 1987–2001 | AC Milán (147)          | Vítěz v 1995               |
| 8                | 36   | Nizozemsko  | Dennis Bergkamp  | 1986–2006 | Arsenal FC (423)        | 2. místo v 1993            |
| 9                | 27   | Maďarsko    | Sándor Kocsis    | 1946–1966 | FC Barcelona (265)      | 8. místo v 1956            |
| 10               | 17   | Skotsko     | Kenny Dalglish   | 1969–1990 | Liverpool FC (502)      | 2. místo v 1983            |

### Leví křídelníci
| Pozice           | Body | Nár.          | Hráč                  | Kariéra      | Klub (nejvíce utkání)         | Nejlepší umístění v anketě            |
| ---------------- | ---- | ------------- | --------------------- | ------------ | ----------------------------- | ------------------------------------- |
| Zlatá medaile    | 730  | Portugalsko   | Cristiano Ronaldo     | 2002–aktivní | Real Madrid (438)             | Vítěz v 2008, 2013, 2014, 2016 a 2017 |
| Stříbrná medaile | 512  | Brazílie      | Ronaldinho            | 1998–2015    | FC Barcelona (207)            | Vítěz v 2005                          |
| Bronzová medaile | 232  | Francie       | Thierry Henry         | 1994–2014    | Arsenal FC (377)              | 2. místo v 2003                       |
| 4                | 210  | Německo       | Karl-Heinz Rummenigge | 1974–1989    | FC Bayern Mnichov (422)       | Vítěz v 1980 a 1981                   |
| 5                | 168  | Brazílie      | Rivaldo               | 1989–2015    | FC Barcelona (235)            | Vítěz v 1999                          |
| 6                | 126  | Brazílie      | Roberto Rivelino      | 1965–1981    | SC Corinthians Paulista (474) | neklasifikován                        |
| 7                | 86   | Bulharsko     | Christo Stoičkov      | 1982–2003    | FC Barcelona (267)            | Vítěz v 1994                          |
| 8                | 80   | Wales         | Ryan Giggs            | 1991–2014    | Manchester United FC (963)    | 9. místo v 1993                       |
| 9                | 73   | Sovětský svaz | Oleg Blochin          | 1969–1990    | FK Dynamo Kyjev (585)         | Vítěz v 1975                          |
| 10               | 7    | Jugoslávie    | Dragan Džajić         | 1962–1978    | FK Crvena zvezda (615)        | 3. místo v 1968                       |

## Nejlepší tým
| Pozice              | Nár.          | Hráč              | Kariéra      | Klub (nejvíce utkání)   | Nejlepší umístění v anketě                  |
| ------------------- | ------------- | ----------------- | ------------ | ----------------------- | ------------------------------------------- |
| Brankář             | Sovětský svaz | Lev Jašin         | 1950–1970    | FK Dynamo Moskva (326)  | Vítěz v 1963                                |
| Pravý obránce       | Brazílie      | Cafu              | 1989–2008    | São Paulo FC (255)      | 15. místo v 2002                            |
| Střední obránce     | Německo       | Franz Beckenbauer | 1964–1983    | FC Bayern Mnichov (575) | Vítěz v 1972 a 1976                         |
| Levý obránce        | Itálie        | Paolo Maldini     | 1985–2009    | AC Milán (902)          | 3. místo v 1994 a 2003                      |
| Defenzivní záložník | Španělsko     | Xavi              | 1997–2019    | FC Barcelona (767)      | 3. místo v 2009, 2010 a 2011                |
| Defenzivní záložník | Německo       | Lothar Matthäus   | 1979–2000    | FC Bayern Mnichov (408) | Vítěz v 1990                                |
| Ofenzivní záložník  | Brazílie      | Pelé              | 1957–1977    | Santos FC (665)         | neklasifikován                              |
| Ofenzivní záložník  | Argentina     | Diego Maradona    | 1976–1997    | SSC Neapol (259)        | neklasifikován                              |
| Pravé křídlo        | Argentina     | Lionel Messi      | 2003–aktivní | FC Barcelona (746*)     | Vítěz v 2009, 2010, 2011, 2012, 2015 a 2019 |
| Střední útočník     | Brazílie      | Ronaldo           | 1993–2011    | Real Madrid (177)       | Vítěz v 1997 a 2002                         |
| Levé křídlo         | Portugalsko   | Cristiano Ronaldo | 2002–aktivní | Real Madrid (438)       | Vítěz v 2008, 2013, 2014, 2016 a 2017       |

Poznámky
- u hráčů u kterých bylo v kolonce (Nejlepší umístění v anketě) napsáno neklasifikováno, se nemohli této ankety zúčastnit, protože do roku 1994 byla jen pro evropské hráče, v roce 1995 bylo rozšířeno o hráče kteří hrají v Evropě. Až od roku 2007 je anketa pro hráče ze zemí FIFA.